# J.J. 노스
J.J. 노스(J. J. North, 1964년 12월 13일 ~ )는 미국의 배우, 영화배우이다.

## 영화
- 비키니 호텔 (1997년)
- 하이브리드 (1997년)
- 바이스 아카데미 5 (1996년)
- 애니멀 룸 (1995년)
- 60피트 센터폴드의 습격 (1995년)